# アン・ギョンジン
アン・ギョンジン（안경진、 An Gyeong jin、1945年1月1日 - ）は大韓民国の女性声優。

## 出演作品
※太字は主役・ヒロイン・メインキャラクター。

### アニメ

#### 韓国オリジナル
- カード王 ミックスマスター (ディト)
- 最強合体 ミックスマスター (ディト)

#### 日本作品の吹き替え
- ドラゴンボールZ (クリリン)
- ヤンボウ ニンボウ トンボウ (リル)
- 天使少女ネティ怪盗セイント・テール (羽丘芽美/セイント・テール)
- 新世紀エヴァンゲリオン (碇シンジ)
- デジモンアドベンチャー 매튜, 유라몬, 시드몬, 팔몬 니드몬, 릴리몬, 뿌띠몬, 코 피어싱 한 여자
- デジモンアドベンチャー02 아르마몬, 매튜, 유라몬, 시드몬, 팔몬, 니드몬, 릴리몬
- 디지몬 테이머즈 강재호
- 디지몬 크로스워즈 매튜, 유라몬, 시드몬, 팔몬, 니드몬, 릴리몬, 뿌띠몬, 아르마몬, 스티븐, 로라, 강재호
- 디지몬 어드벤처: 매튜, 유라몬, 시드몬, 팔몬, 니드몬, 릴리몬, 로제몬, 판초몬, 뿌띠몬, 발키리몬
- トップブレード爆転シュート ベイブレード (金李（コン レイ）)
- RAGNAROK THE ANIMATION (タキウス / キャスリン)
- 新世紀GPXサイバーフォーミュラ (風見ハヤト)
- クレヨンしんちゃん (吉永みどり)
- BLACK CAT（エキドナ＝パラス、リオン＝エリオット、シキ）
- 毎日かあさん（鴨原淑子）※第3期のみ

#### アメリカ作品の吹き替え
- シュレック2 (フェアリー・ゴッドマザー)
- ウォレスとグルミット 野菜畑で大ピンチ!
- 森のリトル・ギャング (ペニー)
- ホートン/ふしぎな世界のダレダーレ (サリー・オマリー)
- カンフー・パンダ2
- 塔の上のラプンツェル (マザー・ゴーテル)
  - ラプンツェル ザ・シリーズ (マザー・ゴーテル)
- メリダとおそろしの森 (エリノア王妃)
- アバローのプリンセス エレナ (ルイーサ、シュリキ)